# 提乌德贝尔特二世
提烏德貝爾特二世（Theudebert II）是墨洛温王朝的法蘭克國王，奧斯特拉西亞國王（595年—612年在位）。奧斯特拉西亞及勃艮第國王希爾德貝爾特二世與妻子法伊洛贝（Faileube）的長子、勃艮第國王提烏德里克二世之兄長。

## 生平

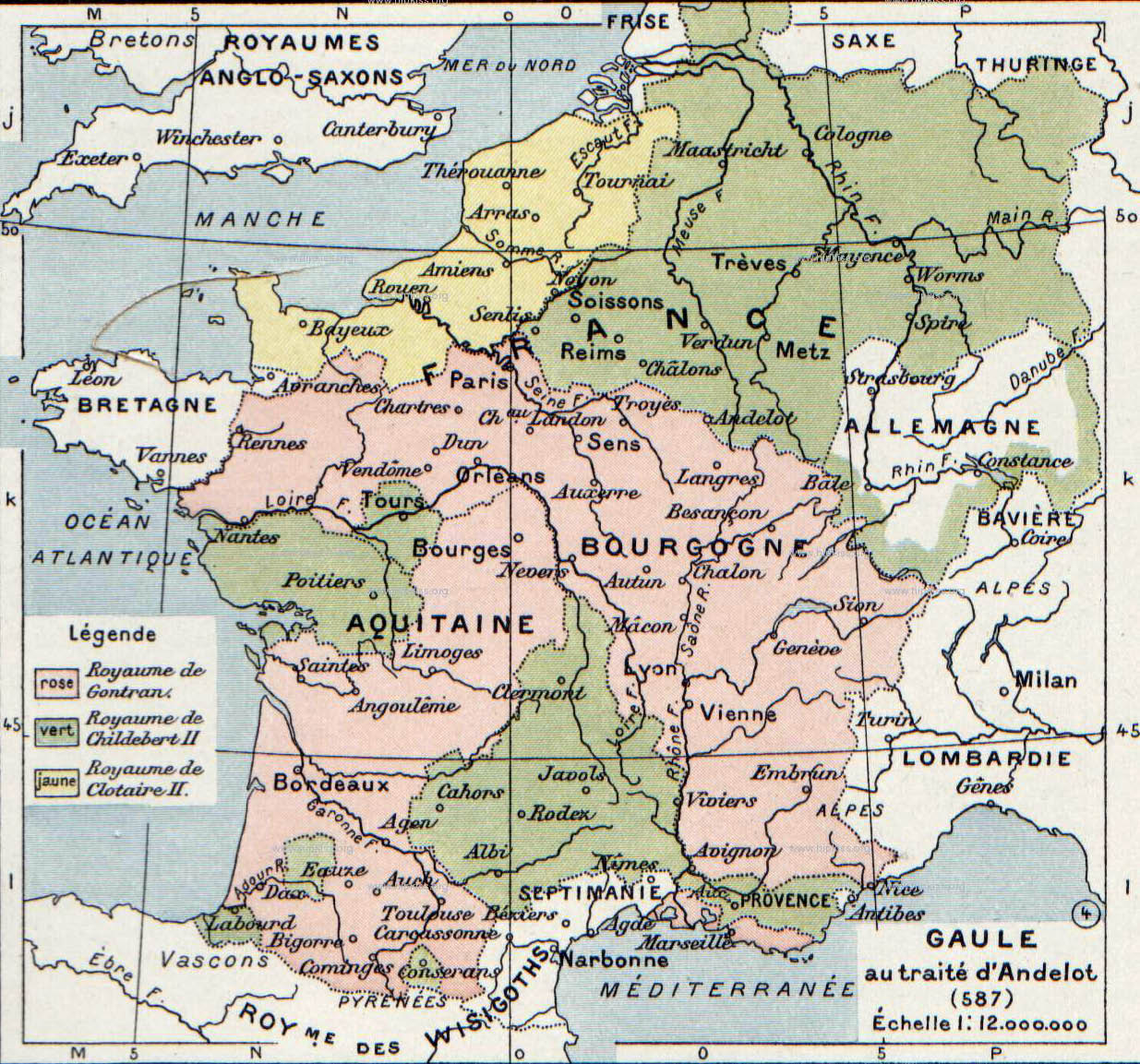
587年的高盧地圖

提烏德貝爾特二世出生於586年。595年，父親希爾德貝爾特二世被毒殺，提烏德貝爾特二世繼承奧斯特拉西亞王國，统治蘭斯及梅茨，而弟弟提烏德里克二世繼承父親從他的伯父貢特拉姆繼承的勃艮第王國。由於兩人皆年幼，由祖母布倫希爾德再度攝政。
596年，堂兄紐斯特里亞國王克洛泰爾二世與他的母親芙蕾德貢德違反協議奪取共治的巴黎，其後身為兒子攝政的芙蕾德貢德更派遣軍隊入侵拉福，打敗提烏德貝爾特二世及提烏德里克二世的軍隊。
599年，提烏德貝爾特二世放逐祖母布倫希爾德至香檳的奧布河畔阿爾西，幸好遇上一名農民將她送至提烏德里克二世的國土。提烏德里克二世歡迎她，並在其影響下與兄長展开復仇戰爭。勃艮第王國在桑斯打敗了提烏德貝爾特二世，但克洛泰爾二世乘机开始掠夺兩兄弟的土地，这又促使二人聯手對抗克洛泰爾二世。他們恢復對紐斯特里亞的戰爭，並於600年在蒙特羅附近擊敗了克洛泰爾二世。塞納河與瓦茲河之間的土地被他們兩兄弟平分，提烏德里克二世接收塞納河與羅亞爾河之間的領土，包括近布列塔尼的邊界地區。他們二人还联手攻打加斯科涅，征服當地的居民，並將Genialis推舉為公爵。
可惜，兩兄弟很快又再次決裂，提烏德里克二世在埃唐普打敗提烏德貝爾特二世。604年，克洛泰爾二世與兒子墨洛維入侵勃艮第王國，提烏德里克二世於埃唐普與墨洛維及紐斯特里亞宮相兰德里克會戰，但是提烏德貝爾特二世不肯出兵相助。雖然提烏德里克二世戰勝，但是他的宮相贝托阿尔德卻戰死。610年，提烏德貝爾特二世入侵勃艮第王國，佔領了亞爾薩斯、圖爾高及香檳等地。這時，提烏德里克二世立定決心攻打提烏德貝爾特二世，他先於611年在圖勒擊潰奧斯特拉西亞軍隊，其後於612年在曲爾皮希再次获胜，提烏德貝爾特二世被俘，囚於修道院。據說，美茵茨主教卢德加斯特曾為提烏德貝爾特二世請求免死，可是布倫希爾德仍將提烏德貝爾特二世及其子墨洛維殺死。
提烏德貝爾特二世有一位女兒奧斯特拉西亞的埃瑪，根據聖奧古斯丁修道院編年史記載，安瑪於601年在教宗額我略一世的書面請求下嫁給肯特國王埃德巴爾德。